# Magnolia pośrednia

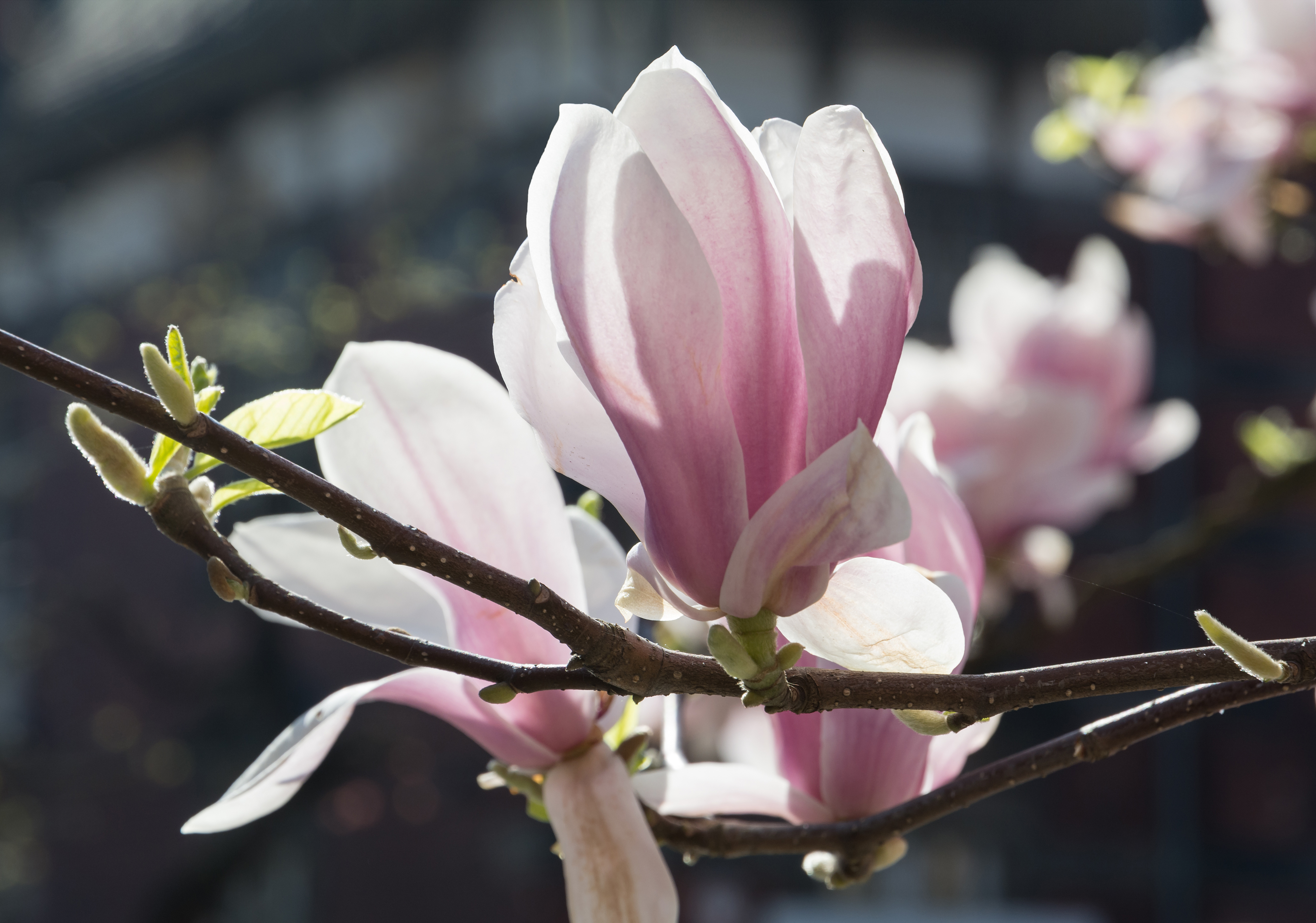
Kwiat

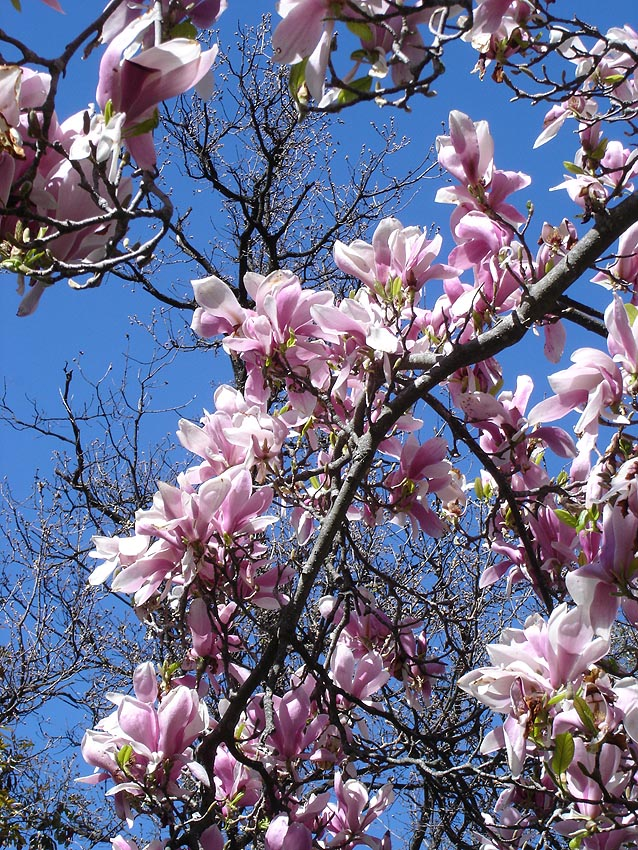
Kwitnąca magnolia

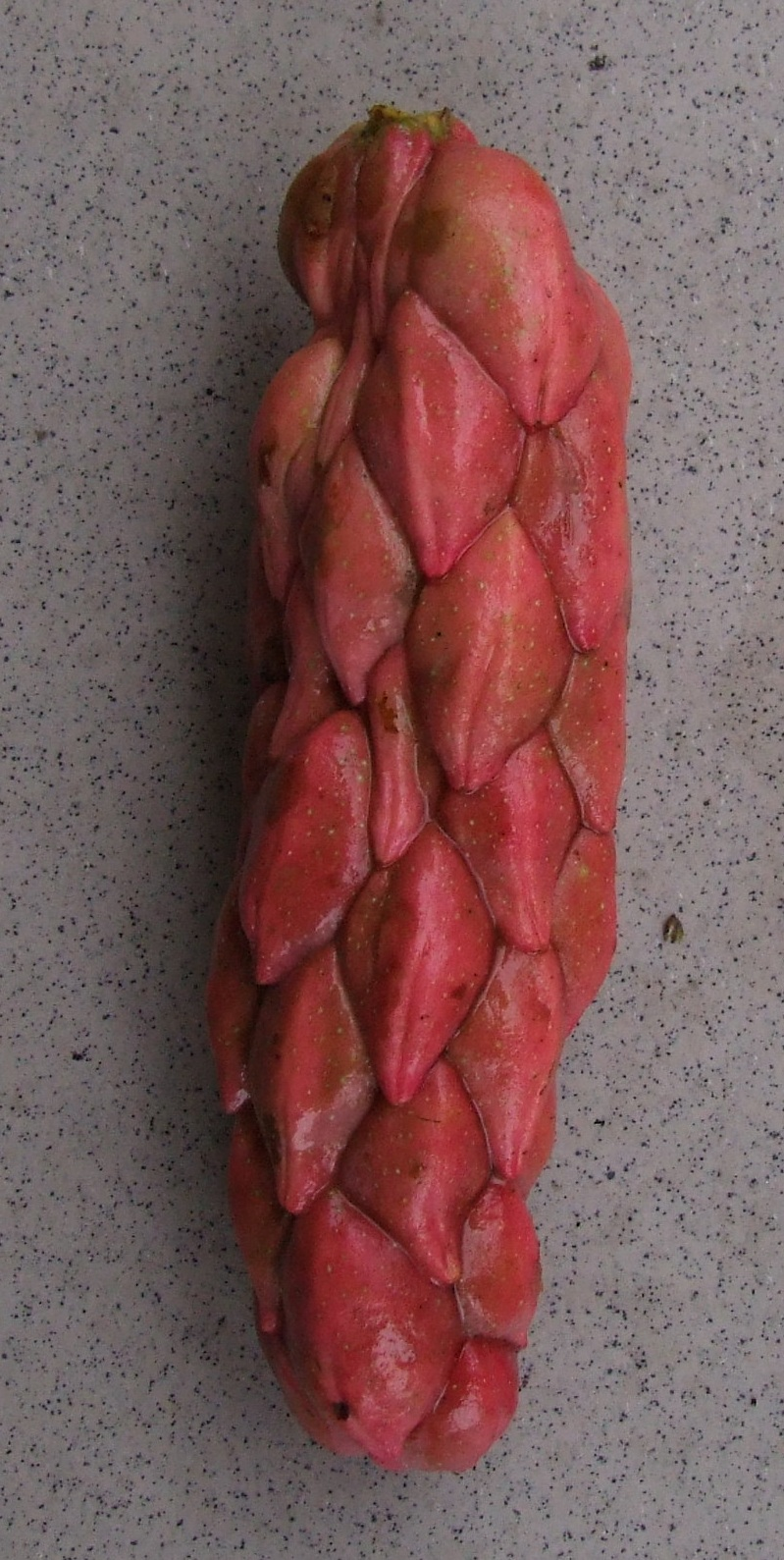
Owoc

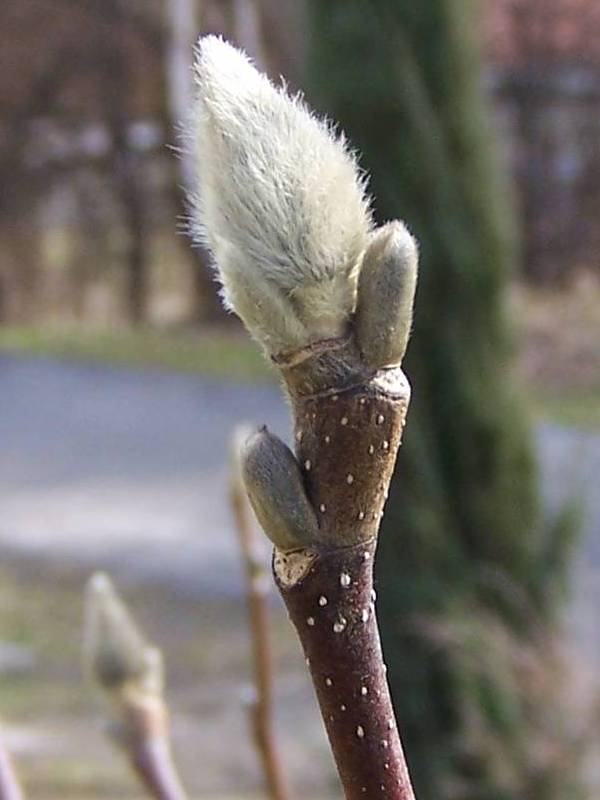
Pąki

Magnolia pośrednia, magnolia Soulange’a (Magnolia ×soulangeana Soul.-Bod.) – gatunek drzew lub krzewów, należący do rodziny magnoliowate. Jest mieszańcem magnolii purpurowej (M. liliflora) i magnolii nagiej (M. denudata), wyhodowanym w latach 1820-26 przez botanika Stefana Soulange’a-Bodina we Fromont we Francji. W Polsce nie występuje w środowisku naturalnym. Jest uprawiana, jako roślina ozdobna. 

## Morfologia
PokrójKrzew, rzadziej drzewo o szerokiej, luźnej koronie. Osiąga wysokość do 3 – 6 m.
LiścieDuże, skórzaste, o kształcie odwrotnie jajowatym, wydłużone. Mają długość do 15 cm i na dolnej stronie są nieco owłosione.
KwiatyWyrastają z pączków kwiatowych na końcach pędów. Pączki te są większe od pączków liściowych i okryte są 1 lub 2 szczeciniasto owłosionymi łuskami. Bardzo duże (średnica 10–20 cm) i kielichowate kwiaty są największą ozdobą magnolii. Z daleka wyglądają, jak tulipany. Pachnące kwiaty u różnych odmian mają kolor od białego do purpurowoczerwonego, wewnątrz są białe lub dużo jaśniejsze. Ich zachodzące na siebie płatki w liczbie kilkunastu nie są zróżnicowane na kielich i koronę. Wewnątrz kwiatu liczne pręciki i słupki. Zakwita przed rozwojem liści. Kwitnie bardzo obficie w kwietniu lub na początku maja, często już w drugim roku po zasadzeniu. Zapylana jest przez chrząszcze.
OwocOwocostan ma kształt szyszki i składa się z wielu czerwonych mieszków. Każdy z tych mieszków zawiera 1 lub 2 spłaszczone, czarne nasiona, otoczone czerwoną osnówką. Nasiona łączą się z mieszkiem cienką nitką.

## Uprawa
- Wymagania. Magnolie najlepiej rosną w miejscach zasłoniętych od wiatru, na stanowiskach słonecznych lub półcienistych. Magnolia pośrednia potrzebuje głębokiej i żyznej gleby, o odczynie lekko kwaśnym. Młode rośliny są wrażliwe na silne mrozy, starsze drzewa są odporne na mróz. Jednak przy silnych mrozach u niektórych odmian przemarzają pąki kwiatowe. Z tego względu nie nadaje się do sadzenia w rejonach Polski o dużych mrozach i w kotlinach nadrzecznych, gdzie często występują w zimie zastoiny mrozowe.
- Sposób uprawy : sadzimy w dole wypełnionym przygotowaną wcześniej żyzną ziemią zmieszaną z obornikiem lub torfem. Po zasadzeniu roślinę podlewamy, a glebę wokół ściółkujemy korą lub torfem. Pomoże to utrzymać właściwą wilgotność gleby oraz uchroni korzenie przed przemarznięciem. Magnolie mają kruche korzenie i bardzo źle znoszą przesadzanie. Od marca do początku lipca nawozimy kilka razy niewielką ilością nawozów mineralnych wieloskładnikowych lub jednorazowo nawozem o przedłużonym działaniu. Przed zimą wokół młodych sadzonek obsypujemy kopczyk z trocin lub kory, a całą sadzonkę okrywamy jutowym workiem lub słomą. U starszych roślin nie jest to konieczne. Magnolii nie przycina się.

## Odmiany
- `Alba Superba` – kwiaty duże i pachnące, białe, zaróżowione u nasady.
- `Alexandrina` – kwiaty purpurowoczerwone, ciemniejsze u nasady, z jaśniejszymi brzegami. Przez środek płatków biegnie pręga. Krzew silnie rosnący.
- `Amabilis` – kwiaty białe, nieco zaróżowione u nasady. Krzew o wolniejszym wzroście, niż `Alexandrina`.
- `Lennei` – pękate, kształtu gruszki, ciemnopurpurowe kwiaty o grubych płatkach. Rośnie szybko.
- `Rustica Rubra` – kielichowate kwiaty o różowoczerwonych płatkach. Odmiana o silnym wzroście.
- `Speciosa` – bardzo duże, szeroko otwierające się kwiaty. Płatki z białymi końcami, u nasady różowe, wyginające się do dołu.

## Szkodniki, choroby
Magnolie rzadko atakowane są przez choroby i szkodniki. Przy podlewaniu magnolii nie wolno zwilżać wodą liści, gdyż sprzyja to szerzeniu się chorób bakteryjnych i grzybowych.
- przędziorki. Objawy: rozjaśnienia blaszki liściowej, na spodniej stronie bardzo drobne (0,2 mm) pajęczaki i delikatna pajęczynka. Zwalczanie: przy dużej ilości szkodnika opryskiwanie środkami przędziorkobójczymi.
- mszyce. Atakują głównie wierzchołki pędów i młode liście. Rośliny słabo rosną, a zaatakowane miejsca pokryte są ogromną ilością mszyc i lepką wydzieliną. Zwalcza się je opryskiwaniem preparatami mszycobójczymi.
- choroby bakteryjne. Objawy: drobne, czarne plamki na liściach, wokół których liście żółkną i deformują się. Przyczyną jest bakteria Pseudomonas syringae. Zarażone pędy czernieją i obumierają. Zarażone pędy usunąć i spalić, a całą roślinę opryskiwać kilka razy preparatem Miedzian 50WP.
- choroby grzybowe. Rzadko atakują magnolię. Można je rozpoznać po plamach, deformacjach i przebarwieniach liści oraz skupiskach grzybni na liściach. Zwalcza się kilkukrotnym opryskiwaniem środkami grzybobójczymi. Aby zapobiec szerzeniu się chorób grzybowych należy jesienią zgrabić i spalić liście spod magnolii.
- myszy i norniki. Mogą obgryzać korę wokół nasady pnia. Rany trzeba zamalować maścią sadowniczą lub farbą emulsyjną z dodatkiem Topsinu lub Benlate. Szkodniki zwalczać za pomocą środków chemicznych lub odstraszać.